# Musca domestica
Musca domestica Linnaeus, 1758, conhecida pelos nomes comuns de mosca-doméstica, mosca-de-casa, é uma espécie de díptero braquícero (moscas) da família Muscidae. É um dos insectos mais comuns e uma presença habitual na maioria dos climas da Terra. A mosca pode pousar em comida, contaminando-a com bactérias, sendo responsável pela propagação de numerosas doenças.

## Descrição
Os espécimes adultos de M. domestica podem medir cerca de 5-8 mm de comprimento. Apresenta coloração cinzenta no tórax, com quatro linhas longitudinais no dorso. A parte inferior do abdómen é amarelada. O corpo é recoberto de pelos relativamente longos.
Os olhos compostos são de cor avermelhada.
As fêmeas são um pouco maiores que os machos e apresentam um espaçamento maior entre os olhos.
Apresentam duas asas funcionais, com o outro par convertido em balanceiros (ou halteres) que estabilizam o voo.
Cada fêmea pode pôr cerca de 8 000 ovos brancos, com cerca de 1,2 mm de comprimento. Decorridas 24 horas após a postura, ocorre a eclosão das larvas, as quais se alimentam de restos orgânicos ricos em nutrientes. Apresentam uma coloração pálida e 3 a 9 mm de comprimento, fusiformes, com a boca terminal e sem patas. Quando a alimentação é suficiente, transformam-se em pupas com cerca de 8 mm de comprimento e coloração que varia de vermelho a castanho. Ao concluir a metamorfose, o adulto rompe um dos extremos da pupa com um corte circular, emerge e voa em busca de congéneres para acasalar e concluir o seu ciclo vital. Os adultos podem viver uma quinzena em estado selvagem, podendo atingir períodos de vida mais longos em laboratório.
O ciclo de vida completo de uma mosca no meio natural varia de 25 a 30 dias. A mosca doméstica apresenta 12 cromossomos.
Existem pelo menos duas espécies muito semelhantes a esta:
- A mosca-de-estábulo, Stomoxys calcitrans, possui aparelho bucal do tipo picador-sugador rígido, não tão retráctil, o que torna essa espécie hematófaga; a veia média das asas é ligeiramente curva;
- A Fannia canicularis, ligeiramente menor, mais delgada e com a veia média das asas recta.

## Moscas e humanos
A espécie convive facilmente com os humanos, com tendência a agregar-se, ainda que sejam insectos pouco sociais. As moscas-domésticas podem ser portadoras de enfermidades infecto-contagiosas que podem transmitir ao alimentarem-se sobre alimentos humanos que contaminam.
A via de contaminação dos alimentos é dupla: por contacto das patas e do aparelho bucal ductor, particularmente através dos fluidos gástricos e restos de alimento anteriormente ingerido que regurgitam antes de se alimentarem. Algumas das doenças susceptíveis de transporte vectorial por M. domestica são febres tifoides, cólera, salmoneloses, disenteria por bacilos, carbúnculo e também alguns vermes parasitas. Excepcionalmente também pode ocasionar miíase.
Algumas variedades podem ser imunes a insecticidas. Estes insectos são considerados uma das piores pragas domésticas, superando os mosquitos, formigas e baratas. Apesar de existirem métodos caseiros de tentar-se mantê-las afastadas, a desinsetização por empresas especializadas ainda é o método mais eficaz de controle dessa praga urbana.
A sua larva  é muito útil na medicina legal e na pesca. O estado de desenvolvimento da larva pode ajudar na determinação do tempo decorrido desde a morte de uma pessoa. Uma vez que a larva só se alimenta de carne morta e alimentos podres, surgiram experiências, em ambiente controlado, para introduzir a larva em feridas, eliminando a carne putrefata, evitando a gangrena.

## Subespécies

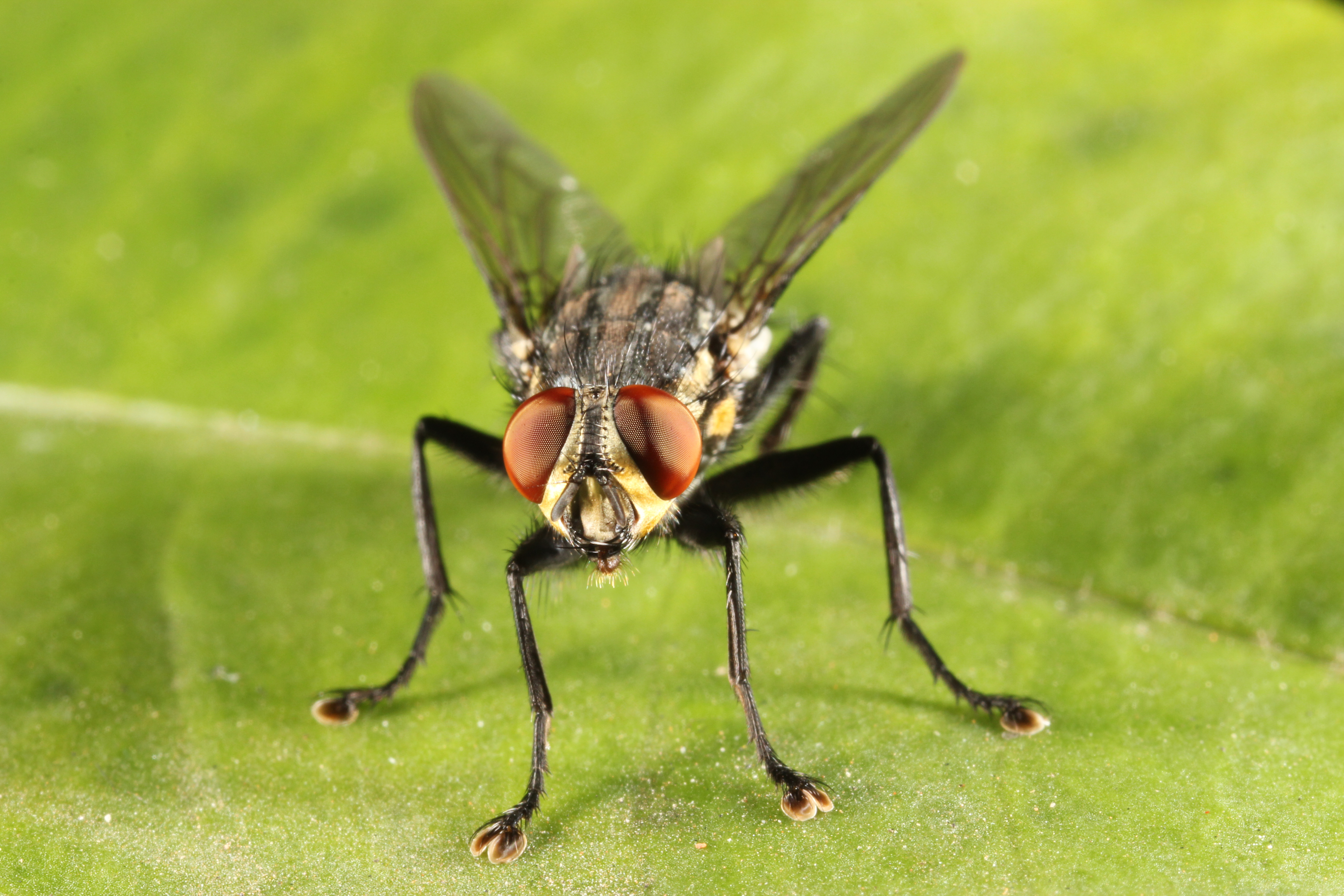
Mosca na Serra do Japi

São consideradas taxonomicamente válidas as seguintes subespécies:
- Musca domestica domestica
- Musca domestica vicina